# Günter Drexelius
Günter Drexelius (* 25. Februar 1939 in Ennest; † 24. April 2015 in Usingen) war ein deutscher Verwaltungsjurist.

## Leben
Günter Drexelius war Sohn eines Fabrikarbeiters. Er studierte Rechtswissenschaften und schloss das Studium mit der Promotion zum Dr. jur. ab. Er trat in den Staatsdienst ein und arbeitete zunächst in Bonn und anschließend als Ministerialrat in Frankfurt am Main. Dort war er Präsident des Bundesamtes für Ernährung und Forstwirtschaft (BEF). Nach der Fusion des BEF mit der Bundesanstalt für landwirtschaftliche Marktordnung (BALM) wurde er 1995 erster Präsident der neu geschaffenen Bundesanstalt für Landwirtschaft und Ernährung und blieb dies bis zu seinem Eintritt in den Ruhestand im Februar 2004. Seit 1977 lebte er mit seiner Frau und seinen drei Kindern in Usingen. Dort war er kommunalpolitisch für die CDU aktiv und war 1985 bis 1997 Stadtverordnetenvorsteher. Sein Sohn Matthias Drexelius war 1998 bis 2010 Bürgermeister von Usingen und danach Erster Beigeordneter im Planungsverband Frankfurt/Rhein-Main.

## Werke
- Die Nachkur, Diss. vom 13. Juli 1965
- Zur Neuorganisation der Einfuhr- und Vorratsstellen und die Auswirkungen auf den Bereich Vieh- und Fleischwirtschaft, IFW, 1976